# Markus Büchel
Markus Büchel (Eschen, 1959. május 14. – Ruggell, 2013. július 9.) liechtensteini jogász és politikus, Liechtenstein miniszterelnöke 1993 májusa és decembere között. 

## Élete
1981 és 1986 között jogot tanult Bernben és Münchenben, majd a Liechtensteini Egyetem közgazdasági tanszékén dolgozott. Az 1993. februári választás után, amelyet a Haladás Polgári Párt nyert meg, Hans Brunhart utódjaként 1993. május 26-án lépett hivatalba a Liechtensteini Hercegség kormányfőjeként. Csak hét hónapig volt ezen a poszton 1993. december 15-ig. II. János Ádám herceg feloszlatta a parlamentet, és október 24-én új választásokat tartottak. 1993 szeptemberében pártja felkérte Büchelt az azonnali lemondásra, és szeptember 14-én a Landtag megvonta tőle a bizalmat. 2002. szeptember 22. óta Büchel Oroszország tiszteletbeli konzulja volt Liechtensteinben. 2013-ban 54 éves korában súlyos betegségben hunyt el.

## Fordítás
- Ez a szócikk részben vagy egészben  a   Markus Büchel (Politiker, 1959) című német Wikipédia-szócikk fordításán alapul.  Az eredeti cikk szerkesztőit annak laptörténete sorolja fel. Ez a jelzés csupán a megfogalmazás eredetét és a szerzői jogokat jelzi, nem szolgál a cikkben szereplő információk forrásmegjelöléseként.